# ربيحة خبتاني
ربيحة خبتاني (بالإنجليزية: Rebiha Khebtani)، (7 مايو 1926 - 16 يناير 2006) كانت سياسية جزائرية، خدمت في الجمعية الوطنية الفرنسية من 1958 حتى 1962.

## السيرة

### حياتها وأسرتها
ولدت ربيحة في 7 مايو 1926 في مدينة بجاية، التي كانت آنذاك جزءًا من الجزائر أثناء الاستعمار الفرنسي. تزوجت في سن الخامسة عشرة؛ بعد حصولها على الشهادة الإبتدائية. كان زوجها عبد القادر خبتاني البالغ من العمر 17 عامًا ابنًا لأصدقاء العائلة، وكان حاصلاً على تعليم مماثل.
أصبح عبد القادر خبتاني فيما بعد رجل أعمال ناجحًا ومقاولًا للأشغال العامة، بينما كانت ربيحة ربة منزل ومشرفة على أطفالهما الثلاثة.
شجّعها زوجها على ممارسة السياسة؛ وكان كلاهما من الجزائريين المسلمين الذين دعموا الحكومة الفرنسية.

### المسيرة السياسية
في أبريل 1959، انتُخبت ربيحة خبتاني أيضًا عمدة لبلدية سطيف، رغم انتقادات السكان ذوي الأصول الأوروبية. بعد شهرين من انتخابها رئيسة للبلدية، اغتيل شقيقها على يد المتمردين المؤيدين للاستقلال في المدينة.

## الوفاة
توفيت ربيحة خبتاني في 16 يناير 2006 في لو بليسيس روبنسون، إحدى ضواحي باريس.